# Флаг берберов

Флаг берберов

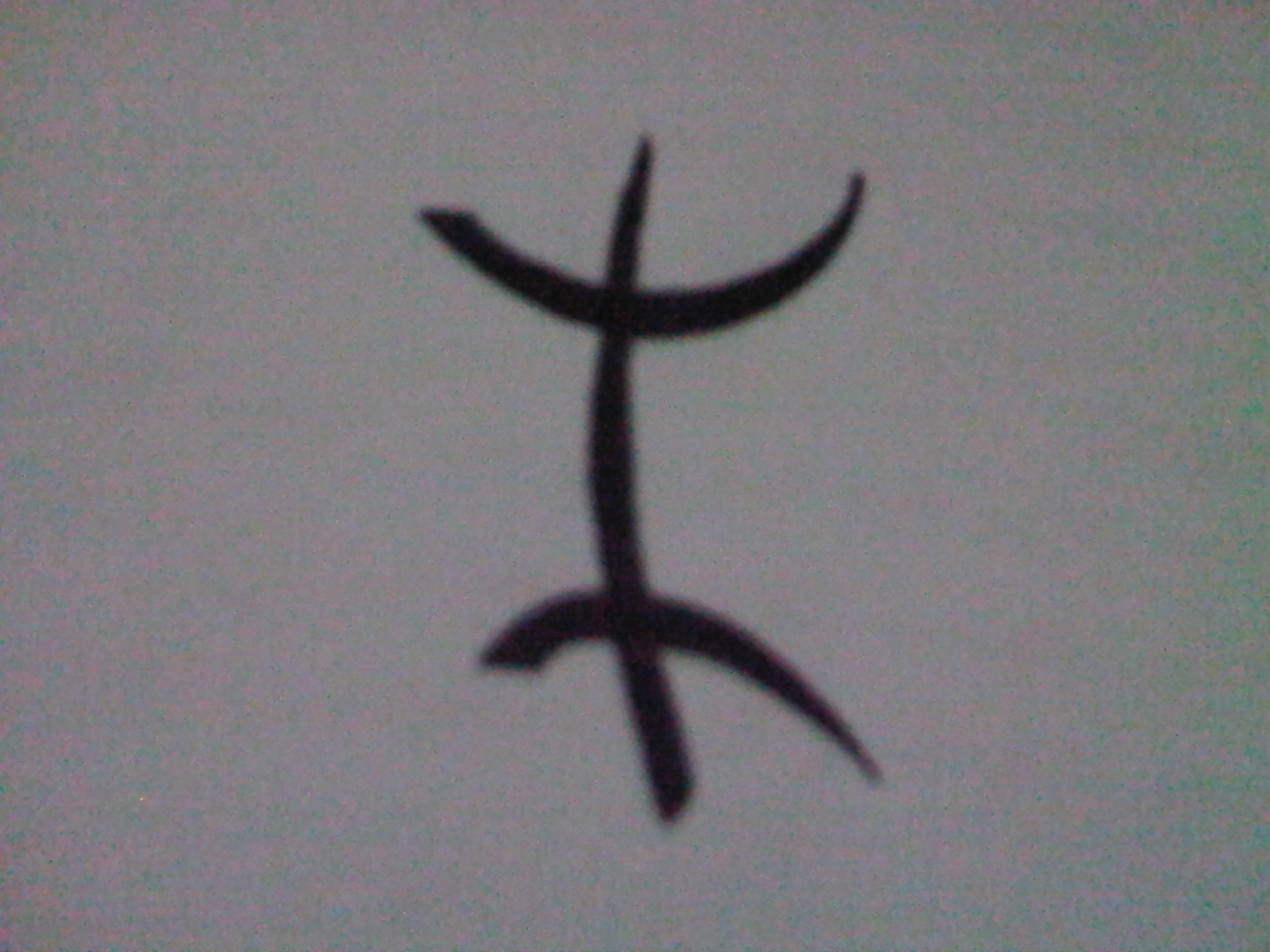
Символ берберов — амазиг

Флаг бербера (бербер.: ⴰⵛⵏⵢⴰⵍ ⴰⵎⴰⵣⵉⵖ, (Acenyal Amaziɣ)) — официальный флаг, принятый берберами. В настоящее время он используется активистами берберов в 10 африканских странах.

## История
Флаг был создан в городе Уадхии в Кабилии, расположенном в Тизи-Уузу, вилайе Алжира. Создателем флага стал Моханд Арав Биссауд. Он считался духовным отцом движения берберов за независимость, а также был писателем и активистом алжирской революции.
- Синий представляет небо,
- Зелёный представляет собой отражение гор на море и в океане,
- Жёлтый представляет песок.

Яз ⵣ символизирует «свободного человека», что является значением берберского слова «амазиг», эндонима берберов.